# 热利科·齐佐维奇
热利科·齐佐维奇（羅馬化：Željko Cicović，1970年9月2日—），塞尔维亚男子足球运动员，场上位置是守门员。他曾代表南联盟参加2000年欧洲足球锦标赛，结果队伍止步八强赛。